# Langrend under vinter-OL 2018 – skiathlon – Damer
Damernes Skiathlon i langrend under vinter-OL 2018 bliver afviklet på Alpensia Cross-Country Centre den 10. februar 2018.  

## Konkurrencen
Damernes Skiathlon er et løb, der i alt er på 15 km. Løbet, der har en samlet start, går over tre faser. Først løbes der 7,5 km klassisk stil, så følger et ’’pitstop’’, hvor der skiftes ski og derefter afsluttes med 7,5 km fri stil. 

## Resultat
Nedenfor er listet resultatet af løbet:
| Placering | Startnr. | Navn                    | Nation                      | 7.5 km klassisk | Placering | Pitstop | 7.5 km fristil | Placering | Sluttid | Tidsdiff. |
| --------- | -------- | ----------------------- | --------------------------- | --------------- | --------- | ------- | -------------- | --------- | ------- | --------- |
| 1         | 5        | Charlotte Kalla         | Sverige                     | 21:23,4         | 2         | 31,7    | 18:49,7        | 1         | 40:44,9 | -         |
| 2         | 8        | Marit Bjørgen           | Norge                       | 21:23,1         | 1         | 31,0    | 18:58,6        | 2         | 40:52,7 | 7,8       |
| 3         | 7        | Krista Parmakoski       | Finland                     | 21:27,9         | 10        | 27,9    | 18:59,2        | 3         | 40:55,0 | 10,1      |
| 4         | 18       | Ebba Anderson           | Sverige                     | 21:25,4         | 5         | 30,6    | 18:59,8        | 4         | 40:55,8 | 10,9      |
| 5         | 3        | Jessica Diggins         | USA                         | 21:29,4         | 13        | 27,9    | 19:02,3        | 5         | 40:59,6 | 14,7      |
| 6         | 10       | Nathalie von Siebenthal | Schweiz                     | 21:27,1         | 8         | 30,3    | 19:05,1        | 6         | 41:02,5 | 17,6      |
| 7         | 4        | Teresa Stadlober        | Østrig                      | 21:25,8         | 6         | 30,4    | 19:15,3        | 7         | 41:11,5 | 26,6      |
| 8         | 12       | Natalia Nepryaeva       | Olympic Athlete from Russia | 21:28,2         | 11        | 28,1    | 19:21,6        | 8         | 41:17,9 | 33,0      |
| 9         | 1        | Heidi Weng              | Norge                       | 21:23,8         | 3         | 28,1    | 19:33,7        | 9         | 41:25,6 | 40,7      |
| 10        | 21       | Stina Nilsson           | Sverige                     | 21:27,5         | 9         | 31,6    | 19:34,7        | 10        | 41:33,8 | 48,9      |

## Medaljeoversigt
| Event           | Guld                      | Sølv                  | Bronze                      |
| --------------- | ------------------------- | --------------------- | --------------------------- |
| Skiathlon Damer | Sverige · Charlotte Kalla | Norge · Marit Bjørgen | Finland · Krista Parmakoski |

## Eksterne Henvisninger
- Langrend Arkiveret 27. december 2017 hos  Wayback Machine på pyeongchang2018.com
- Det internationale skiforbund på fis-ski.com